# Zvjezdani Grad
Zvjezdani Grad (ruski: Звёздный Городок) je ime vojnog naselja sjeverno od Moskve gdje se pripremaju budući kozmonauti u Gagarinovu centru za obuku kozmonauta.
Od šezdesetih godina prošlog stoljeća, ovdje su se pripremali svi kozmonauti za svoje svemirske letove. Prvi sovjetski kozmonauti bili su ujedno i prvi stanovnici ovog grada. Zajedno s njima su živjele i njihove obitelji, civilno i vojno osoblje. Stanovnici i zaposlenici bili su jedini svjedoci njegova postojanja, jer je grad bio tajni objekt sovjetskog zrakoplovstva i iz tog razloga nije bio ucrtan ni na jednom zemljovidu SSSR-a.
Danas se u Zvjezdanom Gradu čuvaju modeli svih važnijih svemirskih letjelica bivšeg Sovjetskog Saveza. Tu je i golemi hidrolaboratorij za simulaciju bestežinskog stanja, planetarij izrađen u Istočnoj Njemačkoj koji može projicirati i do 9.000 zvijezda i slično.
Čuva se i ured u kojem je bio smješten Jurij Gagarin, mnoge uspomene vezane uz njega ali i uz ostale kozmonaute.